# Cosmia brunnea
Cosmia brunnea är en fjärilsart som beskrevs av Barend J. Lempke 1965. Cosmia brunnea ingår i släktet Cosmia och familjen nattflyn. Inga underarter finns listade i Catalogue of Life.